# 云台镇 (白水县)
云台镇，是中华人民共和国陕西省渭南市白水县一个已撤销的行政建制镇，因云台山而得名，原行政区域总面积48.86平方千米，东邻林皋镇，南、西邻铜川市印台区广阳镇、阿庄镇，北邻铜川市宜君县棋盘镇，镇人民政府驻云台街中段。

## 历史
明万历年间，属于庆云乡修仁里。清代至民国初年，属于庆云乡神山里、安招里、正修里。1934年，属林皋联保的七、八保和三合联保的第九保。1939年至1949年，属安正乡的六保和五保。1948年8月，属白水县五区。1956年建立北圪塔乡。1958年起，先后为火箭公社北圪塔大队、蒲城县林皋公社北圪塔管理区、北圪塔公社、云台公社、云台公社革命委员会、云台公社管理委员会。1984年改为云台乡。2013年，陕西省民政厅批复同意撤销云台乡，设立云台镇。2015年，陕西省民政厅批复同意撤销云台镇，将其所辖行政区域划归林皋镇。

## 地理
云台镇地处黄土高原渭北残塬沟壑区，气候为暖温带大陆性季风气候。多年平均气温10.5℃，年平均日照时数为2397.3小时，年平均降水量606.9毫米。境内河流属黄河流域渭河水系，总长31千米。主要矿藏资源有煤炭、红砂岩等。

## 行政区划
云台镇撤销前下辖以下地区：
郭畔村、北圪塔村、王城村、中塬村、凉泉村、段家塬村、白石河村、冯家山村、姚庄村、陈家沟村、山岔村。

## 社会
2014年，云台镇常住人口为9025人。
截至2011年末，云台镇有初中1所（云台乡初级中学）、小学11所、幼儿园5所，有医疗卫生机构1个。